# Marie Rådbo

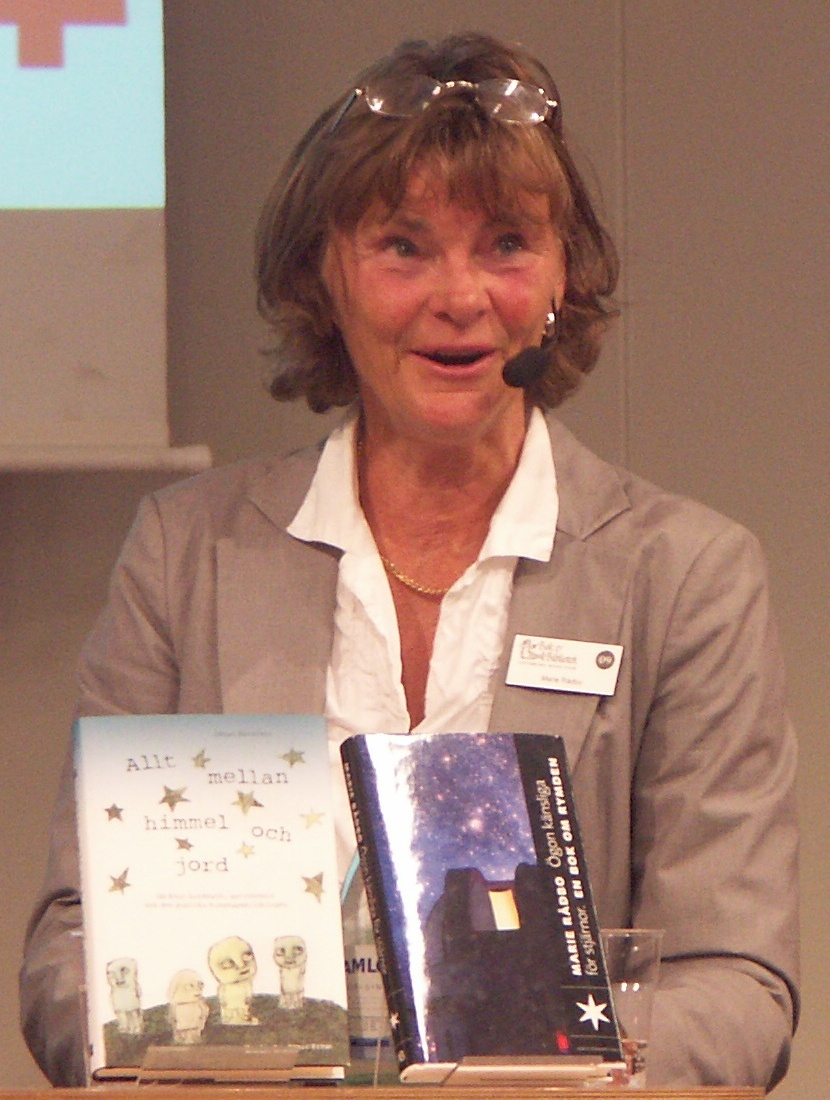
Rådbo på Bokmässan 2009

Elsa Marie Rådbo, född den 19 juni 1946 i Stockholm, är en svensk astronom. År 1973 fick hon en tjänst som astronom vid Chalmers tekniska högskola i Göteborg och har tidigare varit anställd på Göteborgs universitet. Hon har utgivit åtskilliga populärvetenskapliga böcker inom sitt ämne, riktade både till barn och ungdom samt till vuxna.
År 2003 tilldelades Rådbo utmärkelsen "Årets folkbildare" för sitt "engagerade arbete med, att sprida kunskap om naturvetenskapens arbetssätt och resultat". Övriga utmärkelser, se nedan: 
Marie Rådbo var sommarpratare i Sveriges radio P1 den 29 juli 2005. Hon var 2014 deltagare i TV-programmet Genikampen.

## Utmärkelser
- Rosén-priset 1998
- Årets folkbildare 2003
- Göteborgs stads förtjänsttecken, 2004
- Hedersdoktor vid Chalmers tekniska högskola 2005[1]
- Getinges Kultur- och Vetenskapspris, 2007
- Kungliga Vetenskaps- och Vitterhetssamhällets lärarpris, 2011[2]
- Ångpanneföreningens pris för kunskapsspridning, 2012[3]
- Astronomisk Ungdoms Hedersstipendium, 2014[4]
- Teknologie hedersdoktor, Linköpings universitet, 2017[5]